# Oberloquitz
Oberloquitz ist ein Ortsteil  von Probstzella im Landkreis Saalfeld-Rudolstadt in Thüringen.

## Geografie
Das Dorf mit 214 Einwohnern liegt an der Bundesstraße 85 etwa fünf Kilometer nördlich von Probstzella in geschützter Lage im Tal der einst flößbaren Loquitz. Durch dieses Tal führt auch die Kreisstraße 160 nach Laasen. Der Ort Oberloquitz liegt 300 Meter über NN und die Gemarkung zum Dorf nimmt eine Gesamtfläche von 604,34 Hektar ein. Die Flur ist rainartig gen Westen angelegt. An den Steilhängen steht Wald. Durch das Tal der Loquitz führt die Bahnstrecke Leipzig–Probstzella.

## Geschichte
Am 20. Februar 1283 wurde das Dorf erstmals urkundlich erwähnt. Lockwitz heißt auf Sorbisch Wiesenbach. Einst war im Ort ein feudaler Adelssitz des Conradus de Obern-Lockwitz, der im Jahre 1284 erwähnt wurde. Später hörte und sah man nichts mehr von diesem Sitz. 1410 gehörte das Dorf zur Herrschaft Orlamünde-Lauenstein, dann 1440 dem sächsischen Reichsmarschall von Pappenheim zum Lehen. 1660 war das Amt Gräfenthal zuständig. Südlich des Ortes befindet sich die 1650 gebaute Mahl- und Schneidemühle. 1661 wurde die Kirche auf der romanischen Mauersubstanz einer Kapelle gebaut. Das Dorf war zu dieser Zeit wohlhabend, weil es mehrere Erwerbsquellen besaß. Es waren die Quellen: Getreideanbau, Obstbau, Viehzucht, Imkerei und der Handel mit den erzeugten Produkten. Hinzu kamen der Schieferabbau und die Ockergruben zur Farbgewinnung. 1747 wurde die Schule erbaut. 1907 übernahm die Brauerei noch die Erzeugung von Elektroenergie. 1944 erschien die Organisation Todt in Oberloquitz und richtete in der Gaststätte Eilhauer ein Lager für Zwangsarbeiter ein. Die dort untergebrachten Zwangsarbeiter mussten in den Schiefergruben der Umgebung Arbeiten verrichten. Nach 1952 baute die Kooperation Beulwitz drei Stallanlagen im Ort.
1996 wurde eine Ortsumgehung der Bundesstraße 85 gebaut.